# 정재은 (영화 감독)
정재은은 대한민국의 영화 감독이다.

## 생애 및 경력
충무로 데뷔 이전에는 《성인식》, 《방과후》, 《도형일기》, 《둘의 밤》 등의 단편을 연출했고, 이중 《도형일기》는 1999년 서울여성영화제에서 최우수 작품상을 받았다. 
2001년에 장편 감독으로 데뷔한 《고양이를 부탁해》는 인천을 배경으로 스무 살 여성들의 우정과 성장을 다룬 줄거리로써 부산국제영화제 뉴커런츠 부문의 후보작에 올라 국내외 비평가들의 호평을 받았으며 이를 계기로 미국, 영국, 일본, 홍콩 등에서 개봉되었다. 2003년 국가인권위원회에서 제작한 옴니버스 영화 《여섯 개의 시선》 중 '그 남자의 사정' 편을 감독했으며 2005년에는 청년들의 성장영화 《태풍태양》 그리고 2010년에는 단편 《하킴과 바르친》을 연출했다. 2012년에는 건축가 정기용의 삶과 건축을 다룬 다큐멘터리 《말하는 건축가》를 제작 및 감독하였다.

## 영화

### 감독
- 1999년 단편 《도형일기》
- 1999년 단편 《둘의 밤》
- 2001년 《고양이를 부탁해》
- 2003년 옴니버스 《여섯 개의 시선》
- 2005년 《태풍태양》
- 2011년 《말하는 건축가》
- 2012년 단편 《고양이를 돌려줘》
- 2013년 《말하는 건축 시티:홀》
- 2017년 《아파트 생태계》
- 2018년 《나비잠》

### 제작
- 2011년 《말하는 건축가》

### 각본
- 1999년 단편 《도형일기》
- 1999년 단편 《둘의 밤》
- 2001년 《고양이를 부탁해》
- 2005년 《태풍태양》
- 2012년 단편 《고양이를 돌려줘》

## 수상
- 1999년 서울여성영화제 최우수상 《도형일기》[4]
- 1999년 한국예술종합학교 영상원 영상제 최우수 작품상 《둘의 밤》
- 2001년 제9회 춘사대상영화제 심사위원특별상 《고양이를 부탁해》
- 2001년 제4회 디렉터스 컷 시상식 올해의 신인감독상 《고양이를 부탁해》
- 2002년 제1회 대한민국 영화대상 신인감독상 《고양이를 부탁해》
- 2014년 제1회 들꽃영화상 다큐멘터리 심사위원상 《말하는 건축 시티: 홀》

## 같이 보기
- 한국 영화